# André Cérou
 (décembre 2011).
Si vous disposez d'ouvrages ou d'articles de référence ou si vous connaissez des sites web de qualité traitant du thème abordé ici, merci de compléter l'article en donnant les références utiles à sa vérifiabilité et en les liant à la section « Notes et références ».
Pour les articles homonymes, voir Cérou.
André Camille Justin Cérou, né le 9 juin 1917 à Chartres et décédé le 24 août 1995 à Brunoy, était un financier proche des milieux politique et artistique français.

## Vie privée
André Cérou est le fils d’Élie Cérou, haut fonctionnaire du ministère des finances, et de Jeanne Lagarrigue. Sa sœur, Éliane Cérou, était l’épouse du colonel Fernand François, auteur de nouvelles policières et de science-fiction.

## Formation
Il effectue ses études secondaires au lycée Michelet (Vanves) puis entre à l'École libre des sciences politiques (Sciences-Po Paris) et à la faculté de droit de Paris.

## Carrière
Il réussit le concours de l’inspection générale des finances en 1944. En 1948, il est nommé directeur de la compagnie nord-africaine de l’hyperphosphate Reno.
Il entre au service de la maison Louis Dreyfus et Cie en 1953, d’abord en qualité de directeur des services financiers, puis administrateur directeur général en 1960, président-directeur général en 1971, président du directoire en 1979, président d’honneur en 1980.
En 1972, il est nommé président-directeur général de la banque Louis Dreyfus en Suisse, puis président d’honneur à partir de 1980.
Il cofonde en 1963 la banque hypothécaire européenne (aujourd'hui banque privée européenne), dont il est président-directeur général jusqu’en 1984, puis président d’honneur.
En 1965, il est nommé président-directeur général du crédit immobilier européen jusqu’en 1984, puis président d’honneur. Il est également nommé président d’honneur de Defimo en 1984.

## Politique et mécénat
Dans les années 1970, il est un proche conseiller de Raymond Barre, alors premier ministre, mais n’entre toutefois pas lui-même en politique.
Collectionneur d’art et bibliophile averti, il est un habitué des cercles artistiques au sein desquels il exerce une activité de mécène. Il se lie notamment d’amitié avec le peintre Yves Brayer et son épouse Hermione ainsi qu’avec Georges Rohner, qui exécutera son portrait.

## Décorations
- Officier de la légion d’honneur
- Croix de guerre 1939-1945
- Chevalier du mérite de l’ordre souverain de Malte